# Eusebio Escobar
Eusebio Escobar Ramírez (ur. 2 lipca 1936) – piłkarz kolumbijski grający podczas kariery na pozycji napastnika.

## Kariera klubowa
Karierę piłkarską Eusebio Escobar rozpoczął w klubie Deportivo Cali w 1954. Kolejnym jego klubem było Atlético Bucaramanga. Sezon 1957 spędził w Américe Cali, a 1958 w Deportivo Manizales. W 1959 został zawodnikiem Deportivo Pereira i występował w nim prawie 6 lat. W 1964 odszedł do Independiente Medellín, jednak w następnym roku powrócił do Deportivo.
W 1967 został zawodnikiem Quindío Armenia, a rok później przeszedł do Atlético Nacional. W 1969 po raz trzeci został zawodnikiem Deportivo Pereira, gdzie wkrótce zakończył piłkarską karierę. Ogółem w latach 1954–1969 rozegrał w lidze kolumbijskiej 369 spotkań, w których zdobył 159 bramek.

## Kariera reprezentacyjna
W reprezentacji Kolumbii Escobar zadebiutował 30 kwietnia 1961 w wygranym 1-0 spotkaniu eliminacji Mistrzostwa Świata 1962 z Peru. Drugi i ostatni raz w reprezentacji wystąpił tydzień później w spotkaniu rewanżowym. W następnym roku został powołany przez selekcjonera Adolfo Pedernerę do kadry na Mistrzostwa Świata w Chile, na których był rezerwowym.